# Stoystown
Stoystown és una població dels Estats Units a l'estat de Pennsilvània. Segons el cens del 2000 tenia 428 habitants.

## Demografia
Segons el cens del 2000, Stoystown tenia 428 habitants, 184 habitatges, i 117 famílies. La densitat de població era de 869,7 habitants/km².
Dels 184 habitatges en un 26,1% hi vivien nens de menys de 18 anys, en un 53,3% hi vivien parelles casades, en un 7,6% dones solteres, i en un 36,4% no eren unitats familiars. En el 33,7% dels habitatges hi vivien persones soles el 21,7% de les quals corresponia a persones de 65 anys o més que vivien soles. El nombre mitjà de persones vivint en cada habitatge era de 2,33 i el nombre mitjà de persones que vivien en cada família era de 2,99.
Per edats la població es repartia de la següent manera: un 22% tenia menys de 18 anys, un 6,5% entre 18 i 24, un 24,5% entre 25 i 44, un 21,7% de 45 a 60 i un 25,2% 65 anys o més.
L'edat mediana era de 43 anys. Per cada 100 dones de 18 o més anys hi havia 85,6 homes.
La renda mediana per habitatge era de 30.313$ i la renda mediana per família de 36.250$. Els homes tenien una renda mediana de 27.361$ mentre que les dones 21.667$. La renda per capita de la població era de 14.629$. Entorn de l'11,7% de les famílies i el 17,3% de la població estaven per davall del llindar de pobresa.

## Poblacions més properes
El següent diagrama mostra les poblacions més properes.